# Aristolochia morae
Aristolochia morae är en piprankeväxtart som beskrevs av F. González. Aristolochia morae ingår i släktet piprankor, och familjen piprankeväxter. Inga underarter finns listade i Catalogue of Life.